# Dispatch multiple
Le dispatch multiple est une fonctionnalité de certains langages orientés objet ou fonctionnels dans lesquels une fonction ou une méthode peut être spécialisée pour plus d'un de ses paramètres formels. On l'appelle alors multiméthode.
La spécialisation d'une multiméthode peut ainsi dépendre du type dynamique de plusieurs de ses paramètres objets, à la différence des langages de programmation orientés objet classiques, dans lesquels la spécialisation ne dépend que du premier paramètre implicite this.
Elle se distingue de la surcharge de fonction présente dans de nombreux langages de programmation, dans lesquels le choix de la fonction à utiliser dépend du type statique de ses paramètres, ce qui correspond à un dispatch multiple effectué au moment de la compilation.
Le premier environnement orienté objet à avoir eu cette fonctionnalité, et le plus connu, est le Common Lisp Object System, mais d'autres langages comme Dylan, Slate, Cecil, GNU Guile, Seed7, Julia et le descendant de Java Nice offrent des fonctionnalités similaires. En C++ il est possible d'implémenter des multiméthodes comme foncteurs et templates de plusieurs façons.

## Exemples
Dans les langages comme Java qui ne peuvent avoir un dispatch que sur un seul argument, on utilise le patron de conception visiteur. En C++, l'utilisation conjointe du patron de conception visiteur et du mécanisme de template permet d'obtenir un dispatch sur plusieurs arguments.
Python quant à lui nécessite d'importer le module multimethods.py.

### Common Lisp
Soit la multiméthode collision-avec :
```
 
(
defmethod
 
collision-avec
 
((
x
 
asteroide
)
 
(
y
 
asteroide
))

   
;; cas où un astéroïde frappe un astéroïde

   
)

 
(
defmethod
 
collision-avec
 
((
x
 
asteroide
)
 
(
y
 
vaisseau
))

   
;; cas où un astéroïde frappe un vaisseau spatial

   
)

 
(
defmethod
 
collision-avec
 
((
x
 
vaisseau
)
 
(
y
 
asteroide
))

   
;; cas où un vaisseau spatial frappe un astéroïde

   
)

 
(
defmethod
 
collision-avec
 
((
x
 
vaisseau
)
 
(
y
 
vaisseau
))

   
;; cas où un vaisseau spatial frappe un vaisseau spatial

   
)

```